# Киево (Смоленская область)
Киево — деревня в Вяземском районе Смоленской области России. Входит в состав Относовского сельского поселения. По состоянию на 2007 год постоянного населения не имеет. 
Расположена в восточной части области в 18 км к западу от Вязьмы, в 5 км севернее автодороги М1 «Беларусь», на берегу реки Сарогощь. В 10 км южнее деревни расположена железнодорожная станция Семлёво на линии Москва — Минск. 

## История
В годы Великой Отечественной войны деревня была оккупирована гитлеровскими войсками в октябре 1941 года, освобождена в марте 1943 года.